# 藤原重子
藤原 重子（ふじわら の じゅうし / しげこ、寿永元年（1182年） - 文永元年8月29日（1264年9月20日））は、鎌倉時代前期の後鳥羽天皇の寵妃。女院。順徳天皇の母。藤原南家高倉流・藤原範季の娘。母は平家一門の平教子。院号は修明門院（しゅめいもんいん）。後鳥羽天皇の乳母である藤原範子・兼子（卿局）姉妹は従姉で義理の叔母。同母弟に範茂。

## 来歴
本来の諱は範子といったが、建久6年から7年（1195年 – 1196年）頃に女房として内裏に上がる際、従姉である範子と同名となるため重子と改名した。また、同じく従姉である兼子（卿局）の猶子になっていたとする説もある。候名は二条局（にじょうのつぼね）といった。
内裏に上った重子は後鳥羽天皇の寵愛を受け、建久8年（1197年）9月、16歳で第3皇子の守成（後の順徳天皇）を産む。翌建久9年（1198年）12月、従二位に叙せられる。正治元年（1199年）12月、守成は親王宣下を受け、翌正治2年（1200年）4月に皇太弟に立てられた。
正治2年（1200年）9月、卿局の邸で雅成親王を出産。後鳥羽天皇の寵愛著しく、建永2年（1207年）には准三宮の宣旨と修明門院の院号宣下を同日のうちに賜るという前例のない待遇を受けて後宮で栄華を誇った。しかし40歳になった承久3年（1221年）6月、後鳥羽上皇が順徳上皇と共に鎌倉幕府打倒の兵を挙げると（承久の乱）、その人生は暗転する。幕府に敗れた後鳥羽・順徳両上皇と雅成親王は配流となり、同母弟の範茂は首謀者として幕府方に処刑、幼い孫の仲恭天皇は廃帝となった。肉親がみな散り散りになったあとの京の都に重子は一人取り残されるかたちになってしまった。同年7月後鳥羽上皇の出家に伴い、重子も同じ道助入道親王の受戒を得て落飾し、法名を法性尼（ほっしょうに）といった。
その後は順徳上皇の残された子供達を養育し、後鳥羽院の母七条院を労った。仁治元年（1240年）、58歳の頃、治安の悪化により居住していた四辻殿に強盗が押し入り、重子の尼衣服も剥ぎ取られた。国母・女院という高貴な女性がこのような被害にあうのは前代未聞のことだった。
延応元年（1239年）に後鳥羽上皇、仁治3年（1242年）に順徳上皇が崩御。後年、明恵に帰依する。
後鳥羽上皇の崩御後、重子が上皇の菩提を弔って安楽心院において法事を行ってきたが、土御門上皇の子である後嵯峨天皇の即位後に後鳥羽上皇の法要を国家の行事として行おうとすると彼女は抵抗した。父祖の法要を主宰するのは後継者の正統性を示す行為でもあり、後嵯峨天皇による上皇の法要を認めることは重子が育ててきた順徳上皇の子供達の皇位継承が否定されることにつながるからである。そのため、寛元2年（1244年）以降に後鳥羽上皇の法要が公家沙汰（朝廷主催の行事）になった後も重子は安楽心院以外での開催を認めないなど、その主導権を巡って後嵯峨天皇と重子の間に緊張関係が続いた。
様々な憂き目にもあったが、七条院や卿局から多くの荘園や財産の遺贈を受けており、経済的には豊かだった。また義妹の中納言局の縁から安嘉門院や北白河院と親しく交流があった。時の公卿たちにも敬意を払われており、孫達に囲まれた穏やかな晩年であった。文永元年（1264年）8月29日、83歳で薨去。遺領と四辻殿は孫の善統親王に贈与された。